# Wasilij Kudinow
Wasilij Aleksandrowicz Kudinow (ros. Василий Александрович Кудинов, ur. 17 lutego 1969 w Iljince, zm. 11 lutego 2017 w Astrachaniu) – rosyjski piłkarz ręczny. Trzykrotny medalista olimpijski. 
Występował na pozycji rozgrywającego (lewego). Brał udział w czterech igrzyskach olimpijskich - w 1992 w reprezentacji Wspólnoty Niepodległych Państw, a od 1996 w trzech następnych jako członek kadry Rosji. W 1992 i 2000 sięgnął po złoto, w 2004 wywalczył brąz. Na mistrzostwach świata zdobywał złoto (1993 i 1997) oraz srebro z reprezentacją Rosji. Z tą ostatnią był również mistrzem Europy w 1996 i srebrnym medalistą kontynentalnego czempionatu w 1994. Grał w klubach rosyjskich, ale także we Francji, Niemczech i Japonii.